# 周啟邦
周啟邦（1934年—2010年2月9日），香港律師，籍貫廣東東莞，與妻子譚月清同為社交界知名人士，常一起出席公眾場合。周啟邦在英國留學後，回港開設律師行，1990年代退休。
周氏夫婦皆出身名門，周啟邦為港英四大家族的後人，是1950年代和1960年代先後擔任香港立法局和行政局首席非官守議員、耳鼻喉專科名醫周錫年爵士之子，兄長周啟賢亦是律師。譚月清父親譚煥堂則以建築承包商起家，也經營保險業務以至後來有份投得九龍巴士的專營權。
夫婦二人喜歡享受生活及時常出席舞會，並以甚為合襯的情侶裝、十指緊扣地出席各社交場合，成為傳媒採訪的焦點，亦曾出現在《世界名人錄》中。1980年，周氏伉儷曾於香港男歌手許冠傑歌曲《先敬羅衣後敬人》的MV中演出，兩人甚喜愛金色和粉紅色，由私家車至家居都使用這兩種顏色。2006年初，周氏伉儷曾借出其住宅供女子組合Twins拍攝賀年歌曲MV。
周啟邦的兒子周國豐（並非香港電台DJ周國豐），在英國修讀法律，現時跟隨著名大狀清洪學師。
2008年3月周啟邦確診患上淋巴癌。2010年2月9日下午一時許，於養和醫院因腸癌病逝，終年77歲。